# Ronald M. Schernikau
Roland M. Schernikau (Magdeburgo, 11 luglio 1960 – Berlino, 20 ottobre 1991) è stato uno scrittore tedesco.

## Vita
Nato a Magdeburgo, nell'allora Repubblica Democratica Tedesca, si trasferì con la madre nella Germania Federale nel 1966, crescendo a Lehrte.
Nel 1976 si iscrisse al Partito Comunista Tedesco (DKP). Nel 1980, ancora prima di sostenere l'esame di maturità al gymnasium di Lehrte, pubblicò "Kleinstadtnovelle" (edizione italiana: Canzone d'amore da un tempo difficile) presso la Rotbuch Verlag. Il libro, che trattava di un coming out omosessuale in una piccola città, fu il suo primo successo, tanto che la prima edizione andò esaurita in pochi giorni. I lettori ritennero inventata la data di nascita dell'autore.
Nello stesso anno Schernikau si trasferì a Berlino Ovest, dove si iscrisse al Partito Socialista Unificato di Berlino Ovest (SEW) e studiò alla Freie Universität germanistica, psicologia e filosofia. Si esibiva en travesti e collaborava con il gruppo "ladies neid".
Dal 1986 al 1989 Schernikau studiò presso l'istituto di letteratura "Johannes R. Becher" di Lipsia, dove era stato ammesso, in quanto abitante a Berlino Ovest, con notevoli difficoltà. Nel 1988 frequentò un dottorato. Nel maggio 1988 sostenne la sua tesi, che in seguito fu pubblicata con il titolo die tage in l..
Risale a questo periodo la corrispondenza epistolare con Peter Hacks, con cui Schernikau aveva già avuto contatti ai tempi di Berlino Ovest. Schernikau chiese a Hacks, se a suo parere dovesse trasferirsi nella RDT. Hacks gli rispose che, se fosse voluto diventare un grande poeta, non avrebbe avuto altra scelta. Solo la RDT, "con i suoi orrori", rappresentava tutti i dubbi del secolo.
Nel 1989 Schernikau ottenne la cittadinanza della RDT, e si trasferì il 1º settembre a Berlino-Hellersdorf, dove lavorò com e drammaturgo teatrale per la Henschel-Verlag. Al congresso della Lega degli Scrittori della RDT del marzo 1990 pronunciò un famoso discorso, in cui definì i recenti sviluppi politici "controrivoluzionari".
Nel 1991 terminò il suo romanzo legende.
Ronald M. Schernikau morì il 20 ottobre 1991 per le conseguenze dell'AIDS. Fu sepolto nel cimitero parrocchiale di San Giorgio a Berlino-Friedrichshain.

## Critica
Nonostante la sua nota omosessualità e la sua granitica fede comunista, l'opera di Schernikau non si presta a strumentalizzazioni.
La sua maggiore opera, il romanzo Legende, poté essere pubblicato solo dopo che autori quali Peter Hacks, Elfriede Jelinek, Sahra Wagenknecht, Dietrich Kittner e Hermann L. Gremliza si impegnarono privatamente e pubblicamente con una sottoscrizione per pubblicarne alcune copie.

## Opere principali
- Kleinstadtnovelle, Rotbuch, Berlin 1980; ripubblicato da Konkret Literatur Verlag, Amburgo 2002 (Canzone d'amore da un tempo difficile, traduzione di Stefano Jorio, L'orma editore, Roma 2017, ISBN 978-88-997-9328-9)
- die heftige variante des lockerseins. ein festspiel, Selbstverlag, Berlino 1981
- petra. ein märchen (con disegni di Uliane Borchert), Mariannenpresse, Berlino 1984
- die schönheit, pre-edizione a Berlino, 4 dicembre 1987
- die tage in l. - darüber, daß die ddr und die brd sich niemals verständigen können, geschweige mittels ihrer literatur, Konkret Literatur Verlag, Amburgo 1989; ripubblicato da Konkret Literatur Verlag, Amburgo 2001
- das märchen von der blume (con disegni di Uliane Borchert), Selbstverlag, Berlino 1990
- Dann hätten wir noch eine Chance - Briefwechsel mit Peter Hacks; Texte aus dem Nachlaß, Konkret, Amburgo 1992
- legende, ddp goldenbogen, Dresda 1999
- Königin im Dreck. Texte zur Zeit (di Thomas Keck), Verbrecher Verlag, Berlino 2009. ISBN 978-3-940426-34-5